# Савченко, Лидия Васильевна
Ли́дия Васи́льевна Са́вченко (24 февраля 1936, Грозный, Северо-Кавказский край — 3 февраля 2011, Москва) — советская и российская актриса театра и кино, заслуженная артистка РСФСР (1986).

## Биография
Окончила Театральное училище имени Щукина (1959, курс Л. М. Шихматова).
С 1960-х и до 1993 года — актриса Московского драматического театра имени Станиславского.

Лидии Савченко часто приходилось играть в посредственных и плохих спектаклях. Все отметили факт появления в театре имени К. С. Станиславского талантливой молодой актрисы, и действительно, она играла хорошо, но оставалась, в общем, в рамках спектаклей, в рамках театра. … И в утилитарной пьесе «Жизни и преступлении Антона Шелестова» о правильности тех или иных педагогических установок и отношений между семьей, школой и милицией возникал благодаря Савченко более глубокий человеческий смысл. Куда более полно она раскрылась в «Трехгрошовой опере» в роли Полли Пичем — доброго человека из Сохо.
— Театр, Том 26, Часть 3, Искусство, 1965 год

В облике юной Полли, невесты Мекхита, которую играет Л. Савченко, временами приоткрывается нечто значительное— Огонёк, 1963
Известна, прежде всего, как исполнительница роли Люси в спектакле Анатолия Васильева «Взрослая дочь молодого человека» (1979) (фильм «Дорога на Чаттанугу», 1992).
Театр она покинула вместе с Поповым, Васильевым и Морозовым, когда режиссером стал Александр Товстоногов.
Была замужем за драматургом Михаилом Рощиным.
Скончалась 3 февраля 2011 года в Москве на 75-м году жизни у себя дома после тяжёлой продолжительной болезни. Похоронена на Троекуровском кладбище в Москве.

## Роли в театре
Московский драматический театр имени К. С. Станиславского
- 1963 — «Жизнь и преступление Антона Шелестова», Г. Медынский, В. Токарев — Галька-Губаха
- 1963 — «Трёхгрошовая опера», Б. Брехт — Полли Пичем
- 1974 — «Маленький принц» Антуан де Сент-Экзюпери режиссёр Е. Еланская — Цветок
- 1979 — «Взрослая дочь молодого человека» В. Славкина, режиссёр А. Васильев — Люся.

Русская антреприза Михаила Козакова
- 1996 — «Невероятный сеанс» — Ноэл Кауард — миссис Бредман

## Фильмография
- 1957 — «К Чёрному морю» — студентка
- 1961 — «В трудный час» — Таня
- 1962 — «На семи ветрах» — Ксения Шарова
- 1964 — «Ко мне, Мухтар!» — Галинка
- 1975 — «Такая короткая долгая жизнь» — Клава
- 1975 — «Последняя жертва» — Пивокурова, вдова
- 1977 — «И это всё о нём» — Суворова Марья Фёдоровна
- 1978 — «Фотографии на стене»
- 1978 — «Уроки французского»
- 1979 — «Ярость»
- 1979 — «Не стреляйте в белых лебедей»
- 1980 — «Частное лицо» — официантка
- 1981 — «Опасный возраст» — Елена, подруга Родимцевых из Мурманска
- 1981 — «Прощание» — Соня, жена Павла
- 1982 — «Время для размышлений» — Тома, соседка Али
- 1982 — «Магистраль» — Эпизод, путейщица
- 1988 — «Скорый поезд»
- 1989 — «Анна Петровна» — Фаина, соседка
- 1989 — «Прямая трансляция»
- 1990 — «Взрослая дочь молодого человека» (телеспектакль) — Люся
- 1991 — «Обнажённая в шляпе»
- 1991 — «Любовь — смертельная игра»
- 1992 — «Присутствие»
- 1994 — «Воровка» — народный заседатель
- 1997 — «Вор» — баба Таня
- 1997 — «В той стране» — тёща Скуридина
- 1999 — «Развязка Петербургских тайн» — Никитична
- 2003 — «Спас под берёзами» — мать Жмухина
- 2005 — «Золотой телёнок» — дочь лейтенанта Шмидта